# Numida (stolica tytularna)
Numida (łac. Diocesis Numidensis) – stolica historycznej diecezji we Cesarstwie rzymskim w prowincji Mauretania Cezarensis, zlikwidowana w VII w. podczas ekspansji islamskiej, współcześnie w północnej Algierii. Obecnie jest to katolickie biskupstwo tytularne. 

## Biskupi tytularni
| Lp. | Biskup                       | Funkcja                                  | Od               | Do                   |
| --- | ---------------------------- | ---------------------------------------- | ---------------- | -------------------- |
| 1   | Alfonso Naselli              | –                                        | 20 września 1728 | ?                    |
| 2   | Severino Maria Castelli      | –                                        | 27 marca 1765    | ?                    |
| 3   | Etienne Blanquet de Rouville | biskup pomocniczy Reims (Francja)        | 28 stycznia 1828 | 3 listopada 1838     |
| 4   | Paul Bùi Chu Tạo             | wikariusz apostolski Phát Diệm (Wietnam) | 24 stycznia 1959 | 24 listopada 1960    |
| 5   | Cornélio Veerman             | biskup-prałat Cametá (Brazylia)          | 27 lutego 1971   | 30 listopada 1970    |
| 6   | Edward Louis Heston          | urzędnik Kurii Rzymskiej                 | 6 stycznia 1972  | 2 maja 1973          |
| 7   | Mario Pio Gaspari            | nuncjusz apostolski                      | 6 czerwca 1973   | 23 czerwca 1983      |
| 8   | Giovanni Battista Morandini  | nuncjusz apostolski                      | 30 sierpnia 1983 | 21 października 2024 |
| 9   | Timothy O’Malley             | biskup pomocniczy Chicago (USA)          | 20 grudnia 2024  |                      |